# P35-2
P35-2 – drugi amerykański wojskowy satelita pogodowy serii Program 35, poprzednika programu DMSP. Żywotność orbity satelity szacowana jest na 80 lat.